# Aeroporto de Moorabbin
O Aeroporto de Moorabbin (IATA: MBW, ICAO: YMMB) é um aeroporto de aviação geral para aeronaves leves localizado entre os subúrbios de Heatherton, Cheltenham, Dingley Village e Mentone, no sul de Melbourne. O terreno do aeroporto é tratado como seu próprio subúrbio e compartilha o código postal 3194 com o subúrbio vizinho de Mentone. Com um total de 274.082 movimentos de aeronaves, o Aeroporto de Moorabbin foi o segundo aeroporto mais movimentado da Austrália no ano civil de 2011.